# 鳴海製陶
鳴海製陶株式会社（なるみせいとう、Narumi Corporation）は、愛知県名古屋市緑区に本社をおく高級洋食器メーカーである。

## 概要
特にボーンチャイナが有名であり、ノリタケカンパニーリミテドに次いで国内の洋食器業界では第2位の売上高を誇る。一方、近年では結晶化ガラス工業材料などのガラス製品の扱いも拡大しており、売上高の内訳は食器が71 %、産業器材などが29 %となっている（2006年（平成18年）現在）。
食器事業では業務用に力を入れており、国内のホテルやレストラン、旅客機のファーストクラスなどで広く使われている。また、三谷幸喜監督の映画『THE 有頂天ホテル』の撮影など、映画や各種テレビ番組（ドラマなど）に洋食器を提供している。

## 社史
名古屋製陶所の鳴海工場をもとに、住友金属工業（現・日本製鉄）の鳴海製陶所として1946年（昭和21年）に発足した。1950年（昭和25年）に独立して子会社となり、食器を手掛けるとともに1958年（昭和33年）からは工業用セラミックスも製造している。1991年（平成3年）に電子セラミックス部門を分社化、2006年（平成18年）には経営陣によるマネジメント・バイ・アウトを行い住友グループから離脱した。その後、2015年（平成27年）に石塚硝子が全株式を取得し、同社の完全子会社となった。

### 独立以前
鳴海製陶の起源は1911年（明治44年）に設立された帝国製陶所にある。帝国製陶所は後に名古屋財界の資本が入り名古屋製陶所と名前を変えた。戦前は日本陶器（現・ノリタケカンパニーリミテド）と並ぶ大手陶磁器メーカーであり、1938年（昭和13年）に新工場の計画を立て、愛知郡鳴海町に16万平方メートルの用地を確保し、工場を建設した。しかし太平洋戦争の物資統制などで運営は順調に推移せず、1943年（昭和18年）3月に軍需省の斡旋で住友金属工業がこの鳴海工場を買収し、同社の名古屋軽合金製造所・鳴海支所として航空機の空冷気筒を生産した。
終戦後、1945年（昭和20年）8月27日の住友金属本店の会議で一度は鳴海工場の閉鎖が決定されたが、同年10月に計画が変更され、洋食器製造の会社として独立することを目標に会社の創立事務所が発足した。その後12月8日に財閥行為制限令が布告された影響で持株方式で子会社を設立できなくなったため、再び予定を変えて扶桑金属工業（現・日本製鉄）・鳴海製陶所として1946年（昭和21年）2月1日に発足した。なお、名古屋製陶所は鳴海工場独立後も生産を続けたが、1969年（昭和44年）に解散した。
陶磁器の素地（きじ）となるカオリンは岡山県苫田郡鏡野町の奥津で採掘し、燃料の石炭は住友グループの住友石炭鉱業が福岡県飯塚市に有する忠隈炭鉱から仕入れた。1946年（昭和21年）5月28日に丸窯に火入れをして8月1日には丸窯3基が完成し、同年12月にはティーセットの出荷が始まった。生産の立ち上げには日本陶器や名古屋製陶の出身者の技術が寄与している。一方で、当初は日本建設産業（現・住友商事）を通して販売していたが、販売会社として有限会社鳴陶商会を1947年（昭和22年）2月1日に設立し、直接卸売を行うほか地区別に代理店を組織した。
1947年（昭和22年）3月には洋食器ディナーセットの製造に成功し、同年8月30日にニューヨークの輸入商・アメレックス社に輸出を開始した。ただし当時は絵付けを全て手作業で行っていたため、品質は良いものの生産性が低く高コストであった。さらに1949年（昭和24年）4月25日の単一為替レート実施により、それまで適用されていた1ドル＝550円から1ドル＝360円へ急激な変化が起き、輸出売上高が65 %も減少した。このため人員整理を行い、鳴陶商会も解散・吸収した。

### 独立～ボーンチャイナの生産開始
1949年（昭和24年）の法改正で他社への出資が可能となったことから扶桑金属工業は組織整理を行い、翌1950年（昭和25年）12月1日に資本金3,000万円で鳴海製陶株式会社が100 %子会社として設立され、さらに翌年1月1日に鳴海製陶所の事業を全て受け継いで正式に独立した。
課題だった生産性向上のため、ジュラルミンによる製版を用いた印刷・転写法の開発、重油焼成のトンネル窯の建設、コンベヤーラインの導入などを行い、また朝鮮戦争勃発により在日米軍向け販売が増加した。しかし1949年（昭和24年）から翌年にかけて陶磁器市場の低迷などから輸出が激減し、その後も続いた国内メーカーとの低価格競争を避けるため、1963年（昭和38年）に現在の主力であるボーンチャイナ製品の製造販売を決定した。それまでボーンチャイナはイギリスのウェッジウッド社など数社が作るのみだったため、技術的な障壁は高いものの、製品化に成功すれば高い付加価値を得る事が期待できた。
1964年（昭和39年）には開発銀行から資金を借り入れてボーンチャイナ製造用の設備を建設したが、当初の焼成の歩留まりは50 %以下にとどまっていた。このため製品サイズごとの素地・絵付けの調整などを行い、翌年5月25日にディナーセットを初出荷し、12月には月産500セットに達した。新たな生産設備の導入などによって事業化ラインの月産1,000セットを達成し、1968年（昭和43年）にはニューヨークの高級店・ティファニーに製品を納入している。その後、ニクソン・ショックによる価格競争力低下もあり、1972年（昭和47年）には陶磁器の生産を全面的にボーンチャイナに切り替えた。
高級食器としてホテル向けの出荷も始まり、1975年（昭和50年）にホテルプラザ、1979年（昭和54年）には京王プラザホテル、アークホテル大阪に納入されるなどして売上が伸びた。これを受けて軽量化・強度向上などの改良を行い、ノリタケカンパニーリミテドなどと高級業務用食器での競合をその後も続けている。

### 工業用セラミックスの生産開始
食器製造の一方、磁器生産技術を活かして1958年（昭和33年）には高周波絶縁物の開発を始め、名古屋工業技術試験所の協力なども得て「ナルミット」という特殊磁器ができた。まず日東電器のバリアブルコンデンサの部品を納め、1959年（昭和34年）には松下電器産業（現・パナソニック）のプリント基板を受注するなど、工業用セラミックスの売上は増加していった。半導体技術の発展に伴いIC基板などの部品に対する需要は高まる一方だったが、µmレベルの微細加工技術が不十分なことなどからアメリカのセラミックスメーカー・アメリカンラバ社と提携し、生産技術を向上させた。
また、1960年（昭和35年）ごろ京都大学と日本電気硝子により、特殊な化学組成のガラスを熱処理し微細な結晶を析出させた「ネオセラム」という耐熱ガラスが開発された。鳴海製陶は日本電気硝子と共同で1962年（昭和37年）にこれを製品化し、耐熱ガラス調理食器の生産を始めた。1964年（昭和39年）にはシャープにストーブの円筒を納め、1966年（昭和41年）3月にはネオセラム工場を建設し、リンナイのガスレンジやUBEのストーブ用にプレートを生産している。また、家庭用IHヒーターのガラストッププレートも多く生産している。

### 美祢工場の設立
特殊磁器の売上が増加したことから新しい量産工場の建設が計画され、1969年（昭和44年）に山口県の美祢市との間で工場進出の協定書を締結し、翌年7月には「美祢電子磁器製作所」として操業を開始した。しかし直後に半導体の市況が悪化したことを受け、1972年（昭和47年）に蛍光表示管基板の生産を始めて伊勢電子工業（現・ノリタケ伊勢電子）や日本電気に納入した。また1974年（昭和49年）にはサーディップパッケージ（ガラス封止型の半導体セラミックパッケージ）の生産を再開し、1976年（昭和51年）に蛍光表示管基板の生産が打ち切られるとこちらが主力になった。1980年（昭和55年）には原料から製品まで美祢工場で一貫生産する体制が整い、セラミック多層基板も商品化されてこちらは日立のテレビチューナーや松下電器産業（現・パナソニック）のオーディオに用いられた。
一方、1970年代後半には省エネルギーへの関心が高まり、より熱効率の良い高温で燃焼するエンジンの開発が進んでいた。これに伴い、耐熱性に優れたファインセラミックス部材を開発するため1978年（昭和53年）7月に鳴海製陶は第2研究所を立ち上げた。特に非酸化物セラミックスの開発に力をいれたが商品化はなかなか進まず、1981年（昭和56年）に親会社の住友金属工業と共同開発の契約を締結した。
また、大型電気炉の導入による電力消費の増加から電力供給に問題が生じた事などを受け、研究開発部門は「株式会社鳴海技術研究所」として1982年（昭和57年）2月1日に独立した。しかし、1985年（昭和60年）のプラザ合意以降の円高による自動車、鉄鋼業界の不況もあって事業は伸び悩み、1989年（平成元年）3月1日に住友金属工業にファインセラミックス部門が譲渡された。
電子部品の生産はその後も拡大を続け、1980年代後半にはソニーのビデオカメラや日本電気の携帯電話向けに銀材料を銅で代替したハイブリッドIC基板、携帯電話向けのVCOや低温焼成基板などが商品化されている。また、1989年に生産を始めたマイクロ波誘電体は自動車電話用にイギリス・北欧などに輸出された。

### 会社の再編～現在
1980年代後半以降の急激な円高により輸出依存度の高い工業用品は採算が悪化。1991年（平成3年）3月31日に電子セラミックス部門の営業は住友金属工業に譲渡され、研究開発・製造を行う住友金属セラミックスが発足した。この会社分離によって鳴海製陶の売上高は約120億円に半減し、従業員は1,602名から597名に60 %以上減少した。なお、1996年（平成8年）に住友金属セラミックスは営業部門を住友金属工業から吸収し、住友金属エレクトロデバイスに社名変更。その後、2012年（平成24年）に日鉄住金エレクトロデバイスに社名を変更し、更に2015年（平成27年）1月には日本ガイシの子会社となりNGKエレクトロデバイスに社名を変更して現在に至る。
このような状況の中、初の住装機材として1989年（平成元年）にボーンチャイナのタイルやパネルが商品化された。またランプシェードの開発や、インドネシアからの大理石の輸入・販売も行われている。
親会社である住友金属工業の事業とのシナジー効果が薄く、今後の充実した支援が見込めない事などから、2006年（平成18年）9月20日に経営陣によるマネジメント・バイ・アウト（MBO）を実施した。この際、同じ名古屋に本社を置くポッカコーポレーションのMBOにも携わった投資ファンドのCITICキャピタル・パートナーズとともに全株式の90 %を取得した。なお住友金属工業は残りの10 %を最低2年間は保有する、としている。中国やアジア市場に強いCITICと提携し、当地のホテルなどでの高級洋食器の販売を拡大するという経営方針が発表された。
CITICの傘下ファンドが9割超の株式を保有していたが、2015年（平成27年）1月9日付けで石塚硝子が全株式を取得し、子会社化した。

## 年表
会社概要 - 鳴海製陶株式会社（外部サイト）
- 1938年（昭和13年） - 名古屋製陶所が鳴海の土地にドイツ式陶磁器新工場建設。
- 1943年（昭和18年） - 住友金属工業が工場を買収。
- 1946年（昭和21年） - 扶桑金属工業（現・日本製鉄）の鳴海製陶所として創業。
- 1947年（昭和22年） - 洋食器ディナーセットの製造に成功。
- 1950年（昭和25年） - 住友金属工業から分社し、その100 %子会社・鳴海製陶株式会社となる。
- 1958年（昭和33年） - 工業用セラミックスの生産を始める。
- 1962年（昭和37年） - 日本電気硝子株式会社と提携し、超耐熱結晶化ガラスを利用した鍋「クックマスター」の商品化に成功。
- 1965年（昭和40年） - ボーンチャイナ製ディナーセットのアメリカ向け輸出を開始。
- 1970年（昭和45年） - 山口県美祢市に工場建設。
- 1972年（昭和47年） - 家庭用洋食器「ミラノ」を販売開始。
- 1975年（昭和50年） - ボーンチャイナによる本格的業務用食器を販売開始。

- 1982年（昭和57年） - 三重ナルミ株式会社設立。
- 1991年（平成3年）
  - 電子セラミックス部門を分社して住友金属セラミックス（現・NGKエレクトロデバイス）を設立。
  - シンガポールに初の海外販売子会社「NARUMI SINGAPORE PTE LTD」を設立、同時に香港に駐在員事務所を設立。
  - 超耐熱結晶化ガラス製トッププレートへの装飾の一つとして特殊絵具「ラスターペースト」の材料開発を成功。
- 1995年（平成7年） - インドネシアに海外生産拠点「P.T. NARUMI INDONESIA」設立。
- 2000年（平成12年） - 国内生産を三重ナルミ株式会社に集約。
- 2002年（平成14年） - デイリーユース向け食器「Styles」を販売開始。
- 2004年（平成16年） - 公式ECサイト「e-NARUMI」を開始
- 2005年（平成17年） - 中国に販売子会社「鳴海（上海）商貿有限公司」設立。
- 2006年（平成18年） - 経営陣によるMBOを実施。住友グループから外れる。
- 2007年（平成19年） - グラスウェアブランド「GLASS WORKS NARUMI (GW)」を販売開始。
- 2015年（平成27年） - 石塚硝子が発行済株式（自己株式を除く）の全部を取得し、子会社化[1]。
- 2016年（平成28年） - 米国に、アジア圏以外で初の拠点「NARUMI TABLEWARE USA, INC.」を設立。

## ボーンチャイナ製品
30種類近くに及ぶシリーズがあるが、以下に代表的な物をいくつか示す。なお、一部商品はINAXにOEM供給され、同社でXSITEシリーズとして発売されている。
- 『ミラノ』:ブルーの優しい色の絵柄を持つ染付磁器。1972年発売のロングセラー。
- 『シルキーホワイト』:小花レリーフの入った柄で、グッドデザイン賞を受賞。1977年発売のロングセラー。
- 『スタジオアート』:一品物の手描き商品。
- 『バースデープレート』:子供の名前や誕生日を入れることができる。
- 『いわさきちひろ』:いわさきちひろの絵をモチーフにしたイヤーズプレートを毎年限定発売している。マグカップは通年販売。
- 『フラワーフェアリー』:イギリスの絵本作家シシリー・メアリー・バーカーの絵本シリーズの妖精を描いている。
- トヨタ自動車クラウンのオプションの一つであるフロアマットにつけられたボーンチャイナ製のクラウンエンブレム。

## 営業拠点

### 国内
- 仙台オフィス（宮城県仙台市若林区）
- 東京店オフィス・ショールーム（東京都中央区）
- 本社・名古屋オフィス（愛知県名古屋市緑区）
- 大阪オフィス・ショールーム（大阪府大阪市中央区）
- 福岡オフィス（福岡県福岡市博多区）

### 海外
- NARUMI SINGAPORE PTE LTD.（シンガポール）
- NARUMI CORPORATION
  - HONG KONG REPRESENTATIVE OFFICE（香港）
  - TAIWAN REPRESENTATIVE OFFICE（台湾）
- 鳴海（上海）商貿有限公司 NARUMI SHANGHAI COMPANY LTD.（中国上海市）
- NARUMI TABLEWARE USA, INC.（アメリカ）
- PT.NARUMI GLOBAL SUPPLY INDONESIA（インドネシア）

## 関連会社
- 三重ナルミ株式会社（三重県志摩市）
- P.T. NARUMI INDONESIA（インドネシア西ジャワ州）